# Kontich
Kontich è un comune belga di 20 243 abitanti nelle Fiandre (Provincia di Anversa).

## Suddivisioni
Il comune è costituito dai seguenti distretti:
- Kontich
- Waarloos